# Barbara Gonzaga (1482-1558)
Barbara Gonzaga (1482 – Viadana, 1558) è stata una nobile italiana.

## Biografia
Era la secondogenita di Gianfrancesco Gonzaga, conte di Sabbioneta e signore di Bozzolo e di Antonia del Balzo.
Nel 1497 era stata promessa in sposa a Diomede II Carafa, conte di Cerreto e figlio di Gian Tommaso Carafa, conte di Maddaloni, ma la madre volle per la figlia un altro pretendente. La scelta cadde su Gianfrancesco Sanseverino d'Aragona (1450-1501), conte di Caiazzo, della nobile famiglia Sanseverino vicina ai Gonzaga e al re di Napoli. Il padre era il famoso condottiero Roberto Sanseverino, conte di Colorno. Il matrimonio venne celebrato a Bozzolo nel marzo 1499. Gianfrancesco, comandante delle truppe sforzesche, nell'agosto 1499 abbandonò i signori di Milano per schierarsi coi francesi e scese a Napoli per combattere contro gli aragonesi. Il 6 settembre 1501 venne ferito a morte in combattimento.
Barbara era descritta come una donna bellissima e di lei si innamorò, in quello stesso 1501, il re Luigi XII, tanto che si disse che per questa ragione egli avesse mandato suo marito Gianfrancesco a morire a Napoli, "per aver piui comoditade de parlar cum lei".
Gian Giorgio Trissino nei suoi Ritratti la classifica, per bocca di Vincenzo Macrò, come la più bella donna di Milano. Risulta difficile allora comprendere perché l'ambasciatore mantovano dica che Gian Francesco scelse di sposare Barbara, invece che la figlia di Rodolfo Gonzaga (forse Paola), unicamente poiché la vedeva di una età più adatta a procreare un figlio, "como quello che si sente oltre nel tempo et desidera grandamente di haverne, quantunque el sapesse quell'altra [Paola] essere più bella".
Ella divenne, assieme al figlio minore Roberto Ambrogio, signora di Colorno. Trascorse gli ultimi anni della sua vita nella sua residenza di Viadana, dove morì nel 1558.
Fu amante del teatro e importante collezionista di pietre dure e cammei, una delle più importanti del Rinascimento.

## Discendenza
Barbara e Gianfrancesco ebbero un unico figlio:
- Roberto Ambrogio (1501-1532), che sposò nel 1516[6] Ippolita Cybo (1503-prima del 1555). Morì avvelenato a Busseto nel 1532.

## Ascendenza
|                        |                        |                                | Genitori                           |  |  | Nonni |  |  | Bisnonni              |  |  | Trisnonni           |  |
|                        |                        |                                |                                    |  |  |       |  |  | Gianfrancesco Gonzaga |  |  | Francesco I Gonzaga |  |
|                        |                        |                                |                                    |  |  |       |  |  | Gianfrancesco Gonzaga |  |  | Francesco I Gonzaga |  |
|                        |                        | Margherita Malatesta           |                                    |  |  |       |  |  | Gianfrancesco Gonzaga |  |  |                     |  |
| Ludovico II Gonzaga    |                        |                                |                                    |  |  |       |  |  | Gianfrancesco Gonzaga |  |  |                     |  |
|                        |                        | Paola Malatesta                | Malatesta IV Malatesta             |  |  |       |  |  |                       |  |  |                     |  |
|                        |                        | Paola Malatesta                | Malatesta IV Malatesta             |  |  |       |  |  |                       |  |  |                     |  |
|                        |                        | Paola Malatesta                | Elisabetta da Varano               |  |  |       |  |  |                       |  |  |                     |  |
| Gianfrancesco Gonzaga  |                        | Paola Malatesta                |                                    |  |  |       |  |  |                       |  |  |                     |  |
|                        |                        | Giovanni l'Alchimista          | Federico I di Brandeburgo          |  |  |       |  |  |                       |  |  |                     |  |
|                        |                        | Giovanni l'Alchimista          | Federico I di Brandeburgo          |  |  |       |  |  |                       |  |  |                     |  |
|                        |                        | Giovanni l'Alchimista          | Elisabetta di Baviera-Landshut     |  |  |       |  |  |                       |  |  |                     |  |
| Barbara di Brandeburgo |                        | Giovanni l'Alchimista          |                                    |  |  |       |  |  |                       |  |  |                     |  |
|                        |                        | Barbara di Sassonia-Wittenberg | Rodolfo III di Sassonia-Wittenberg |  |  |       |  |  |                       |  |  |                     |  |
|                        |                        | Barbara di Sassonia-Wittenberg | Rodolfo III di Sassonia-Wittenberg |  |  |       |  |  |                       |  |  |                     |  |
|                        |                        | Barbara di Sassonia-Wittenberg | Barbara di Legnica                 |  |  |       |  |  |                       |  |  |                     |  |
| Barbara Gonzaga        |                        | Barbara di Sassonia-Wittenberg |                                    |  |  |       |  |  |                       |  |  |                     |  |
|                        | Francesco II del Balzo | Guglielmo del Balzo            |                                    |  |  |       |  |  |                       |  |  |                     |  |
|                        | Francesco II del Balzo | Guglielmo del Balzo            |                                    |  |  |       |  |  |                       |  |  |                     |  |
|                        | Francesco II del Balzo | Anna Brunforte                 |                                    |  |  |       |  |  |                       |  |  |                     |  |
| Pirro del Balzo        | Francesco II del Balzo |                                |                                    |  |  |       |  |  |                       |  |  |                     |  |
|                        |                        | Sancia di Chiaromonte          | Tristano di Chiaromonte            |  |  |       |  |  |                       |  |  |                     |  |
|                        |                        | Sancia di Chiaromonte          | Tristano di Chiaromonte            |  |  |       |  |  |                       |  |  |                     |  |
|                        |                        | Sancia di Chiaromonte          | Caterina di Taranto                |  |  |       |  |  |                       |  |  |                     |  |
| Antonia del Balzo      |                        | Sancia di Chiaromonte          |                                    |  |  |       |  |  |                       |  |  |                     |  |
|                        |                        | Gabriele Orsini del Balzo      | Raimondo Orsini del Balzo          |  |  |       |  |  |                       |  |  |                     |  |
|                        |                        | Gabriele Orsini del Balzo      | Raimondo Orsini del Balzo          |  |  |       |  |  |                       |  |  |                     |  |
|                        |                        | Gabriele Orsini del Balzo      | Maria d'Enghien                    |  |  |       |  |  |                       |  |  |                     |  |
| Maria Donata Orsini    |                        | Gabriele Orsini del Balzo      |                                    |  |  |       |  |  |                       |  |  |                     |  |
|                        |                        | Giovanna Caracciolo            | Sergianni Caracciolo               |  |  |       |  |  |                       |  |  |                     |  |
|                        |                        | Giovanna Caracciolo            | Sergianni Caracciolo               |  |  |       |  |  |                       |  |  |                     |  |
|                        |                        | Giovanna Caracciolo            | Caterina Filangieri                |  |  |       |  |  |                       |  |  |                     |  |
|                        |                        | Giovanna Caracciolo            |                                    |  |  |       |  |  |                       |  |  |                     |  |